# دوبيونكي (ديبار)
دوبيونكي (Дубёнки) هي مدينة في مقاطعة ديبار في جمهورية مقدونيا.
يبلغ عدد سكانها حوالي 3396   نسمة.